# Атвуд (Илиноис)
Атвуд (енгл. Atwood) град је у америчкој савезној држави Илиноис.

## Демографија
По попису из 2010. године број становника је 1.224, што је 66 (-5,1%) становника мање него 2000. године.
| Група             | 2000.         | 2010.         |
| Белци             | 1.273 (98,7%) | 1.193 (97,5%) |
| Афроамериканци    | 3 (0,2%)      | 4 (0,3%)      |
| Азијати           | 1 (0,1%)      | 1 (0,1%)      |
| Хиспаноамериканци | 9 (0,7%)      | 17 (1,4%)     |
| Укупно            | 1.290         | 1.224         |